# Leona Lewis
Leona Louise Lewis (Islington, 3 april 1985) is een Engelse zangeres. Ze verwierf bekendheid door het derde seizoen van de Britse versie van het populaire programma The X Factor te winnen. Haar eerste single, A Moment Like This, een cover van het nummer van Kelly Clarkson, brak een record in het Verenigd Koninkrijk door binnen 30 minuten 50.000 keer te worden gedownload. Op 12 november 2007 verscheen in het Verenigd Koninkrijk haar debuutalbum Spirit. De eerste single Bleeding Love behaalde de nummer 1-positie in de Britse hitlijst en stond 3 weken op 1 in de Nederlandse Top 40.

## Jeugd
Lewis werd geboren in het Londense district Islington als dochter van vader Aural Josiah en moeder Marie Lewis. Ze heeft één oudere broer, Bradley, en een jongere broer, Kyle. Ze groeiden op in Highbury en gingen naar de Ambler Primary School. Lewis was altijd al geïnteresseerd in muziek en daarom besloten haar ouders om haar naar de Sylvia Young Theaterschool te sturen, ook al konden ze het nauwelijks betalen. Ook ging ze naar de Italia Conti-academie en de BRIT-school. Na haar schooltijd had Lewis verschillende baantjes, zoals serveerster bij Pizza Hut en receptioniste, om studiotijd te kunnen betalen. Ze nam een aantal nummers op, waaronder haar eigen nummers van een demo-album dat Twilight heette, maar het album werd nooit uitgebracht. Op 15-jarige leeftijd nam ze samen met producent Marley J. Wills haar eigen versie van Minnie Ripertons Lovin' You op, waarna ze werd uitgenodigd door platenlabel Sony. Toch leek haar carrière te stranden en Lewis besloot het op te geven. Maar toen kwam haar vriend Lou Al-Chamaa met het idee om Lewis op te geven voor The X Factor.

## The X Factor
De audities voor The X Factor begonnen op 7 juni 2006. Ruim een half jaar later, op 16 december, kwam Leona als winnares uit de strijd. Na drie auditie-rondes was op 14 oktober de eerste liveshow. De jury bestond uit Simon Cowell (16-24), Sharon Osbourne (25+) en Louis Walsh (groepen). Lewis zong in de wedstrijd de volgende nummers:
- Auditie 1: Over the Rainbow (Judy Garland)
- Auditie 2: I Have Nothing (Whitney Houston)
- Auditie 3: Without You (Mariah Carey)
- Liveshow 1 (Motown): I'll Be There (The Jackson 5)
- Liveshow 2 (Rod Stewart): The First Cut Is the Deepest (Cat Stevens)
- Liveshow 3 (Big band): Summertime (Porgy and Bess)
- Liveshow 4 (ABBA): Chiquitita (ABBA)
- Liveshow 5 (Lovesongs): Sorry Seems to Be the Hardest Word (Elton John)
- Liveshow 6 (nr. 1-hits): Bridge over Troubled Water (Simon & Garfunkel)
- Liveshow 7 (Films): Lady Marmalade (Labelle) en I Will Always Love You (Dolly Parton)
- Liveshow 8 (Barry Manilow): Could It Be Magic (Barry Manilow) en Without You (Mariah Carey)
- Liveshow 9 (Halve finales): I Have Nothing (Whitney Houston) en Over the Rainbow (Judy Garland)

In de finale, waarin Lewis het opnam tegen Raymond Quinn, moesten vier nummers worden gezongen. Het eerste nummer (I Will Always Love You) werd door de jury gekozen uit de nummers die al eens gezongen waren. Twee nummers, A Million Love Songs (Take That) en All by Myself (Eric Carmen), waarvan het eerste een duet met Take That was, werden voor het eerst ten gehore gebracht. Het laatste nummer was de winnaars-single A Moment Like This.

## A Moment Like This
De single voor de winnaar van The X Factor, een cover van Kelly Clarksons A Moment Like This, werd al een miljoen keer besteld door winkels, terwijl de winnaar nog bekend moest worden. Op 20 december 2006 werd de single vervroegd uitgegeven, slechts vier dagen na de overwinning van Lewis. Op 24 december werd bekend dat het nummer de kerst-nummer-een van 2006 was. Op dat moment waren er al 571.253 exemplaren verkocht. De single stond vier weken op nummer één in de Britse hitlijst en werd het meest gedownloade nummer van 2006. Ook buiten het Verenigd Koninkrijk werd de single een hit: in Ierland stond de single zes weken op de eerste plek. In Nederland werd de single echter nooit uitgebracht.

## 2007:Spirit
Na haar overwinning verwierf Lewis een deal voor meerdere albums bij Sony BMG. Vanaf januari werkte de zangeres negen maanden aan haar debuutalbum in Londen, Atlanta, Los Angeles en Miami. Om de kansen op succes extra te vergroten, werden tientallen producers en songwriters aangetrokken, waaronder Walter Afanasieff, Dallas Austin, Simon Cowell, Danja, Clive Davis, Kara DioGuardi, Jimmy Jam & Terry Lewis, Max Martin, Scott Storch, StarGate en Ryan Tedder. Lewis schreef zelf ook aan een aantal nummers mee. Als eerste single werd half oktober 2007 het door Ryan Tedder geproduceerde nummer Bleeding Love, geschreven door Jesse McCartney, op single uitgebracht. De promotie van het nummer werd groots aangepakt waardoor het veel airplay kreeg op de Britse en Ierse radiozenders. Ook trad Lewis met de single op tijdens de nieuwste serie van The X Factor. Naar schatting keken meer dan twee miljoen mensen naar die uitzending. De videoclip werd kort voordat deze uitkwam opgenomen in Los Angeles en werd op diverse muziekzenders veelvuldig gedraaid. Op de dag van verschijnen werden in het Verenigd Koninkrijk alleen al 66.000 exemplaren van de single verkocht. Daarmee versloeg Lewis de verkopen van Take That en Britney Spears, die in dezelfde week met nieuwe singles uitkwamen. Met 218.805 verkochte exemplaren in de eerste week, bereikte Bleeding Love meteen de eerste plaats van de Britse hitlijst. Uiteindelijk bleef het daar zeven weken staan, waarmee het de bestverkochte single van 2007 in het Verenigd Koninkrijk werd.
Op 12 november zag het debuutalbum Spirit het levenslicht. Omdat de eerste single zo goed ontvangen was door het publiek, waren de verwachtingen rondom de cd enorm hoog. Op de dag van verschijnen werden er dan ook 130.000 stuks in Engeland verkocht. Spirit kwam met 375.872 verkochte exemplaren binnen op nummer 1 in de Britse albumlijst. Het heeft daar 6 weken de toppositie bepaald. Half december kon Leona's debuut al met drievoudig platina worden bekroond. Het is het snelstverkopende debuutalbum sinds zijn verschijning en het op drie na bestverkopende debuutalbum in de Britse muziekgeschiedenis.

## 2008: Hoge verwachtingen
Buiten Engeland en Ierland kende Lewis al meer internationaal succes met haar muziek. Bleeding Love werd eind 2007 al in landen als Zweden, Australië, Kroatië, Cyprus, Denemarken, Hongarije, Malta, Nieuw-Zeeland, Noorwegen en Polen goed ontvangen in de hitlijsten. In Nederland werd de carrière van Lewis in januari gelanceerd, met de verkoop van Bleeding Love die ook daar de nummer 1-plek noteerde. Het album Spirit volgde op 18 februari.
Vanaf 2008 liet Lewis andere delen van de wereld kennismaken met haar muziek. Simon Cowell, haar muzikale mentor en ontdekker tijdens The X Factor, had grootse plannen met de zangeres. Van Lewis wordt gezegd dat ze met haar talenten kan uitgroeien tot de nieuwste Whitney Houston of Mariah Carey en dat ze om die reden ook erg groot kan worden in de Verenigde Staten. Bleeding Love werd dan ook in februari op single uitgebracht in de Verenigde Staten, gevolgd door de verschijning van het album in april. De single piekte de Amerikaanse Billboard Hot 100 voor vier weken. Het management van Lewis maakte ervoor haar nieuwe singles voor het Europese continent bekend: Better in Time/Footprints In The Sand, een dubbele A-kant die in maart moest uitkomen. Beide nummers werden speciaal voor de single in een nieuw jasje gestoken. Better in Time kwam tot de tweede plek in de Britse Singles Chart, met slechts 302 minder verkochte exemplaren dan Duffy's Mercy. Het album kwam vervolgens in Amerika uit, waarvoor zij enkele nieuwe nummers opnam, waaronder het door Akon geproduceerde Forgive Me. Deze stond niet op de originele uitgave van Spirit maar werd op de heruitgave van het album gezet. Het nummer debuteerde op vijf in het Verenigd Koninkrijk. Ook haar eigen interpretatie van Snow Patrols Run staat op de heruitgave en ze pakte hiermee, naast de eerste positie, het record van de meest verkochte downloads in twee dagen, met 69.244 exemplaren. Zij behield drie weken deze positie.
Op 24 augustus 2008 zong zij, begeleid door Led Zeppelin-gitarist Jimmy Page, een nummer tijdens de slotmanifestatie van de Olympische Spelen in Peking.

## 2009-2010:Echo
Lewis heeft 2009 grotendeels doorgebracht in diverse studios in de Verenigde Staten om aan haar tweede album te werken. De productie ervan begon in februari. Echo werd uitgebracht op 16 november. Grote namen uit de muziek werkten aan het album mee waaronder Justin Timberlake, Arnthor Birgisson, Julian Bunetta, Andrew Frampton, Kristian Lundin, Uriel Kadouch, Max Martin, Harvey Mason, Jr., Steve Robson, Kevin Rudolf, John Shanks, Shellback en Ryan Tedder. Over de titel van het album verklaarde Lewis: "I titled my album Echo, since an echo describes a big, organic sound. I'm in the midst of the recording process, working with incredible songwriters and producers, and my music has really evolved. It's so exciting to create something new". De leadsingle van het album was Happy en werd geschreven door Ryan Tedder, Evan Bogart en Leona zelf. Begin september was het nummer voor de eerste maal op de Britse radio te horen. Nog net voor het album uitkwam, verscheen het op single en bereikte het in Engeland de nummer 2-positie in de hitlijsten. Wereldwijd gezien was het geen succes. Hoewel van Echo zo'n 2 miljoen exemplaren verkocht werden, is het in tegenstelling tot Spirit een tegenvaller. Ook de tweede single, I Got You (maart 2010), gooide geen hoge ogen in de hitlijsten. Voor de soundtrack van 3D-animatiespeelfilm Avatar nam Lewis het nummer I See You op dat lovende kritieken kreeg. Ondanks de positieve reacties werd het niet op single uitgebracht. In de zomer van 2010 ging Lewis voor de eerste maal op tournee. De tournee kreeg de titel The Labyrinth en leidde de zangeres naar de grootste zalen in Engeland en twee shows in de The O2 in Ierland. Om zichzelf weer beter op de kaart te zetten in Amerika (waar Echo slechts de 13e plaats behaalde in de albumhitlijst) zou de zangeres rond diezelfde periode meetoeren met Christina Aguilera's nieuwste tournee in de VS maar dit ging uiteindelijk niet door omdat de kaartverkoop tegenviel en Aguilera's album Bionic flopte. De dvd-versie van 'The Labyrinth Tour' verscheen op 29 november.

## 2011
Na haar tournee begon Lewis te werken aan haar derde album. Weer werden grote namen uit de muziek ingeschakeld waaronder Autumn Rowe, Emeli Sande, Ryan Tedder, Harvey Mason Jr., Toby Gad, Tricky Stewart, Sia Furler en David Guetta. In februari 2011 verscheen er een bericht in 'The Sun' waarin werd verteld dat haar platenlabel de songwriters verzocht om alleen uptempo, dubstepnummers in te sturen, en geen ballads, wat een grote verandering zou zijn voor Lewis. In de zomermaanden lekte Collide, de leadsingle van het album, al uit op internet en ging direct gepaard met de nodige commotie. In het nummer werd namelijk een sample gebruikt van de Zweedse DJ Avicii (Fade Into Darkness) terwijl het management van Lewis niet om toestemming had gevraagd de sample te gebruiken. Even leek de situatie uit de hand te lopen maar het label van de zangeres en het label van Avicii kwamen uiteindelijk tot een schikking en werd Collide vervolgens als samenwerking tussen Leona en Avicii uitgebracht in september. De single bracht het tot nummer 5 in de Britse hitlijsten, in Ierland en Schotland werd het tevens een top 10-hit. In de VS had Lewis er een nummer 1-hit mee in de US Hot Dance Club Songs-lijst van Billboard. Wereldwijd gezien was het geen succes. De zangeres maakte later via Twitter bekend dat haar nieuwste album Glassheart (oorspronkelijk gepland voor eind 2011) pas in 2012 zou verschijnen, omdat ze meer inspiratie nodig had om aan nieuwe liedjes te werken. Er deden echter geruchten de ronde dat de datum was uitgesteld wegens het tegenvallende succes van Collide en dat het label zich uiteindelijk toch niet kon vinden in de uitstap naar een wat meer dance-achtige sound. Dit werd overigens niet officieel bevestigd. Om de wachttijd naar haar nieuwe album te overbruggen, lanceerde Lewis eind 2011 een ep met drie covers, waarvan het liedje Hurt (oorspronkelijk van de Amerikaanse rockband Nine Inch Nails) een aantal malen live werd gespeeld in Britse televisieprogramma's.

## 2012:Glassheart
Het nieuwe jaar bracht Lewis grotendeels door in de studio om de opnamen voor haar derde album Glassheart te hervatten. Fraser T Smith werd aangesteld als degene die het album in zijn geheel zou gaan produceren. Als leadsingle werd het door Emeli Sandé geschreven Trouble in oktober uitgebracht door Leona's label. De single schopte het tot nummer 7 in de Engelse hitlijst. Het album verscheen een week later. De nederlaag van de single Collide buiten Engeland zorgde er echter voor dat het nummer uiteindelijk in een remix van Afrojack enkel op een luxe versie van Glassheart terechtkwam. De tweede single getiteld Lovebird had het zelfs in haar thuisland geen succes.

## 2013: Kerstalbum en Engelse tournees
In februari 2013 verliet Lewis haar management Modest! Management. Kort daarna werd aangekondigd dat ze bezig was met haar vierde studioalbum. Vervolgens werd Leona in maart toegewezen als The Body Shops nieuwe 'Brand Activist'.
In juli onthulde ze dat haar nieuwe studioalbum een kerstverzameling wordt van zowel klassieke covers als origineel geluidsmateriaal met een sentimenteel Motownrandje. Eerder in september maakte Lewis op Twitter bekend dat ze haar filmdebuut zou maken in de Hollywoodfilm Holiday!, een muzikale romantische komedie, die in de zomer van 2014 te zien zou zijn. Voor de opnamen was ze twee maanden in Italië. Op 2 december kwam haar kerstalbum Christmas, With Love uit in Engeland. De rest van de wereld volgde hierna.

## 2014: Nieuw label, nieuw album en filmdebuut
Op 23 september 2013 werd bekend dat Leona haar filmdebuut zou maken in Holiday!, die in februari tot Walking on Sunshine omgedoopt werd. De film verscheen op 27 juli 2014 in het Verenigd Koninkrijk en werd ook in Nederland gedraaid. Lewis nam een duet op met de Britse Michael Bolton getiteld 'Ain't No Mountain High Enough', een cover van Diana Ross en de samenwerking verscheen op zijn nieuwe album. Op 17 mei 2014 zong Leona tijdens de Britse FA Cup-finale het traditionele pre-match 'Abide With Me' en het nationale volkslied 'God Save The Queen'. Op 3 juni 2014 werd bekend dat Leona haar label Syco, onder leiding van Simon Cowell, waarmee ze zeven jaar heeft samengewerkt, verlaten had en overgestapt was naar Island Records. Bij dit label bracht ze in september 2015 het album I Am uit. De eerste single Fire Under My Feet werd een flop en ook de verkoop van het album zelf bracht niet het gewenste resultaat op. Hoewel de I Am Tour (die enkel in Engeland plaatsvond) als een succes werd gezien, werd het contract van Lewis bij Island Records onlangs toch ontbonden. Anno 2016 speelt de zangeres een rol op in de musical Cats op Broadway in New York.

## Discografie

### Albums
| Album met eventuele hitnotering(en) in de Nederlandse Album Top 100 | Datum van verschijnen | Datum van binnenkomst | Hoogste positie | Aantal weken | Opmerkingen |
| ------------------------------------------------------------------- | --------------------- | --------------------- | --------------- | ------------ | ----------- |
| Spirit                                                              | 25-01-2008            | 23-02-2008            | 4               | 38           | Goud        |
| Echo                                                                | 13-11-2009            | 21-11-2009            | 36              | 2            |             |
| The Labyrinth Tour - Live from The O2                               | 03-12-2010            | -                     | -               | -            | Livealbum   |
| Hurt: The EP                                                        | 2011                  | -                     | -               | -            | Ep          |
| Glassheart                                                          | 12-10-2012            | 16-03-2013            | 57              | 1            |             |
| Christmas, with love                                                | 2013                  | -                     | -               | -            |             |
| I am                                                                | 11-09-2015            | 19-09-2015            | 49              | 1            |             |

| Album met hitnotering(en) in de Vlaamse Ultratop 200 albums | Datum van verschijnen | Datum van binnenkomst | Hoogste positie | Aantal weken | Opmerkingen |
| ----------------------------------------------------------- | --------------------- | --------------------- | --------------- | ------------ | ----------- |
| Spirit                                                      | 25-01-2008            | 09-02-2008            | 5               | 58           | Goud        |
| Echo                                                        | 13-11-2009            | 21-11-2009            | 52              | 7            |             |
| I am                                                        | 11-09-2015            | 19-09-2015            | 83              | 2            |             |

### Singles
| Single met eventuele hitnotering(en) in de Nederlandse Top 40 | Datum van verschijnen | Datum van binnenkomst | Hoogste positie | Aantal weken | Opmerkingen                               |
| ------------------------------------------------------------- | --------------------- | --------------------- | --------------- | ------------ | ----------------------------------------- |
| Bleeding love                                                 | 2008                  | 02-02-2008            | 1(3wk)          | 19           | Nr. 1 in de Single Top 100 / Alarmschijf  |
| Better in time                                                | 2008                  | 24-05-2008            | 13              | 12           | Nr. 21 in de Single Top 100 / Alarmschijf |
| Forgive me                                                    | 2008                  | 15-11-2008            | tip 6           | -            |                                           |
| Run                                                           | 2008                  | 01-12-2008            | tip 4           | -            | Nr. 77 in de Single Top 100               |
| Happy                                                         | 2009                  | 03-10-2009            | tip 11          | -            | Nr. 64 in de Single Top 100               |
| I got you                                                     | 2010                  | 16-01-2010            | tip 11          | -            |                                           |

| Single met hitnotering(en) in de Vlaamse Ultratop 50 | Datum van verschijnen | Datum van binnenkomst | Hoogste positie | Aantal weken | Opmerkingen     |
| ---------------------------------------------------- | --------------------- | --------------------- | --------------- | ------------ | --------------- |
| Bleeding love                                        | 2008                  | 26-01-2008            | 1(7wk)          | 25           | Goud            |
| Better in time                                       | 2008                  | 31-05-2008            | 12              | 17           |                 |
| Forgive me                                           | 2008                  | 08-11-2008            | 26              | 8            |                 |
| Run                                                  | 2009                  | 24-01-2009            | tip 5           | -            |                 |
| Happy                                                | 2009                  | 14-11-2009            | tip 6           | -            |                 |
| I got you                                            | 2010                  | 20-03-2010            | tip 20          | -            |                 |
| Collide                                              | 2011                  | 10-09-2011            | tip 13          | -            | met Avicii      |
| One more sleep                                       | 2013                  | 28-12-2013            | tip 83          | -            |                 |
| Fire under my feet                                   | 2015                  | 13-06-2013            | tip 63          | -            |                 |
| You are the reason (Duet version)                    | 2018                  | 03-03-2018            | tip 24          | -            | met Calum Scott |